# Urdoma
Urdoma (oroszul: Урдома) városi jellegű település Oroszország Arhangelszki területén, a Lenai járásban.  
Lakossága: 4577 fő (a 2010. évi népszámláláskor).

## Elhelyezkedése
Az Arhangelszki terület délkeleti részén, a Verhnyaja Lupja (a Vicsegda bal oldali mellékfolyója) partján fekszik. Itt ömlik a folyóba a 16 km  hosszú Nyanda folyócska. Vasútállomás a Kotlasz–Mikuny–Vorkuta vasúti fővonalon. A legközelebbi városok Szolvicsegodszk és Korjazsma, mindkettő a Vicsegda partján.

## Története
Urdoma nevét írott forrás már 1608-ban említi. Ez a falu a folyó jobb partján feküdt, A mai, városi jellegű település azonban a Vicsegda bal parti részén, a folyótól néhány kilométerre helyezkedik el és csak a 20. században, a szovjet korszakban jött létre.
1930 őszén százával érkeztek ide és az Alsó-Vicsegda erdővel borított más területeire az ún. „kuláktalanítás” otthonukból kitelepített első áldozatai, akiknek – a fakitermelés mellett – maguknak kellett saját életlehetőségeiket is megteremteniük. (Később több tízezren követték őket.) A „speciális áttelepültek” (szpec-pereszelenci) itteni első lágerét a kis folyóról Nyandának nevezték el. 1939-ben a közelben hozták létre a Kotlasz–Vorkuta vasútvonal itteni szakaszát építők lágerét. Ők építették Urdoma vasútállomást, mely a Vicsegdán túli faluról kapta nevét.
Pervomajszkij néven 1954-ben új település építése kezdődött, most már az erdészetben dolgozók számára. 1963-ban Nyanda, Urdoma vasútállomás, Pervomajszkij és más munkatelepek egyesítésével alakították meg Urdoma városi jellegű települést.

## Gazdaság
Mai gazdasági életének alapja a Gazprom egyik leányvállalatának nagy gázkompresszor állomása. A kompresszorállomás része az európai országrész északi területein át vezető Uhta–Torzsok gázvezetéknek.